# Браунс-Пойнт (Вашингтон)
Браунс-Пойнт (англ. Browns Point) — переписна місцевість (CDP) в США, в окрузі Пірс штату Вашингтон. Населення — 1263 особи (2020).

## Географія
Браунс-Пойнт розташований за координатами 47°18′15″ пн. ш. 122°26′12″ зх. д. / 47.30417° пн. ш. 122.43667° зх. д. (47.304046, -122.436548).  За даними Бюро перепису населення США в 2010 році переписна місцевість мала площу 1,04 км², уся площа — суходіл.

## Демографія
Згідно з переписом 2010 року, у переписній місцевості мешкало 1198 осіб у 537 домогосподарствах у складі 346 родин. Густота населення становила 1148 осіб/км².  Було 593 помешкання (568/км²).
Расовий склад населення:
| - 88,7 % — білих - 3,0 % — азіатів - 1,5 % — чорних або афроамериканців - 1,2 % — корінних американців - 0,7 % — вихідців з тихоокеанських островів |

До двох чи більше рас належало 4,6 %. Частка іспаномовних становила 4,1 % від усіх жителів.
За віковим діапазоном населення розподілялося таким чином: 18,9 % — особи молодші 18 років, 62,0 % — особи у віці 18—64 років, 19,1 % — особи у віці 65 років та старші. Медіана віку мешканця становила 48,8 року. На 100 осіб жіночої статі у переписній місцевості припадало 92,9 чоловіків;  на 100 жінок у віці від 18 років та старших — 91,7 чоловіків також старших 18 років.